# Плисовое (Лозовский район)
Плисовое (укр. Плисове) — село,
Плисовский сельский совет,
Лозовский район,
Харьковская область, Украина.
Код КОАТУУ — 6323985203. Население по переписи 2001 года составляет 537 (256/281 м/ж) человек.
Является административным центром Плисовского сельского совета, в который не входят другие населённые пункты.

## Географическое положение
Село Плисовое находится в балке Плесовое по которой протекает пересыхающий речей с несколькими запрудами. Ручей через 7 км впадает в реку Орелька.
На расстоянии в 600 метрах находится село Новоегоровка (Первомайский район), в 3 км Червоная Степь (Сахновщинский район) и Тарасовка (Сахновщинский район), в 9 км станция Краснопавловка (Лозовский район).

## История
- 1825 — дата основания.
- До войны в селе Плисовое было 2 колхоза «Колос» и «Червоне поле», в 1941 году «Колос» разбомбили и после войны из 2-х колхозов приняли решение создать один колхоз под названием «Заря коммунизма».

## Экономика
- Молочно-товарная ферма.
- «Заря», сельскохозяйственный ПК.
- «Промагро», ООО.
- Село было газифицировано в 2006 году.

## Население
- В 1864 году в хуторе Плисовая (Змиевский уезд, 1 стан) проживало 714 человек в 106 дворах.
- В 1887 году в селе Плисовая (Змиевской уезд) проживало 1447 человек, у них было 187 коров, 137 рабочих лошадей, 32 молодых лошади, 980 овец, 364 свини, 328 волов.[1].
- В 1897 году в селе (была церковь) Нижнем Плисовом проживало 780 человек, в деревне Верхнее Плисовое — 687 человек. Плисовое относилось к Преображенской волости Змиевского уезда.
- В 1914 году в селе (была церковь Николаевская, священник Филевский Иван Павлович, псаломщик Ястремский Евгений Николаевич) Плисовая, Преображенской волости Змиевского уезда, проживало 1988 человек.
- В 1941 году в Нижнем Плисовом было 350 дворов, в Верхнем Плисовом — 120 дворов[2].
- В 1949 году в селе Плесовое (Плисовое) было 358 дворов, был сельский совет, а в Верхнем Плесовом(Плисовое) — 98 дворов, в Нов. Егоровке 77 дворов и был сельский совет.
- В 1984 году в селе Плисовое проживало 570 человек.

## Объекты социальной сферы
- Школа I—II ст., с 2011 года не работает.[3].

## Достопримечательности
- Братская могила советских воинов. Памятный знак воинам-односельчанам. 1941—1945 гг.

## Известные люди
- Бобровская, Евдокия Григорьевна  — Заслуженная артистка УССР, родилась в селе Плисовое.
- Моргун Николай Иванович — Герой Советского Союза, родился в селе Плисовое.
- Телегин, Дмитрий Яковлевич — украинский археолог.

## Карты
- с. Плисовое 2010 г.
- с. Плисовое 1984 г. (недоступная ссылка — история).
- [i002.radikal.ru/0912/cb/08e57de0375e.jpg с. Плисовое 1946 г.]
- хутор Верхний и Нижний Плисовой в 19 веке.
- Цветная карта Плисовой 1875 г. с наложением современной карты
- Распространенные языки в городах, селах и районах Украины